# Guy Ardilouze
Guy Ardilouze (27 de janeiro de 1908 – 1944) foi um arquiteto francês. O seu trabalho fez parte do evento de arquitetura do concurso de arte dos Jogos Olímpicos de Verão de 1948.